# Nicu Ceaușescu
Nicu Ceaușescu (1 de setembro de 1951 – 26 de setembro de 1996) foi o filho mais novo do líder romeno Nicolae Ceaușescu e de Elena Ceauşescu. Foi um colaborador próximo do regime político de seu pai e era considerado herdeiro aparente do presidente.

## Vida durante o comunismo
Ceauşescu queria que Nicu se tornasse seu Ministro das Relações Exteriores e, para isso, ele instruiu dois membros do alto escalão do Partido, Ștefan Andrei e Cornel Pacoste (a quem considerava como brilhantes intelectuais comunistas) para cuidar da educação de Nicu, no entanto, ao contrário de seus irmãos mais velhos, Nicu não gostava da escola e supostamente, foi ridicularizado por estes por nunca ter sido visto lendo um livro.
Ele se formou no Colégio Jean Monnet e depois estudou física na Universidade de Bucareste. Fez parte da Uniunea Tineretului Comunista quando estudante, tornando-se seu primeiro-secretário e depois ministro de Assuntos da Juventude, sendo eleito para o Comitê Central do Partido Comunista Romeno em 1982.
Como um aprendiz na política, teve como mentores Ștefan Andrei, Ion Traian Ștefănescu e Cornel Pacoste. Perto do final da década de 1980, tornou-se um membro da Comissão Executiva do Partido Comunista Romeno e, em 1987, o seu líder para o distrito de Sibiu, sendo preparado por seus pais para ser o sucessor de Nicolae Ceauşescu.

## Vida pós-comunista e legado
Nicu tinha a reputação de ser um alcoólatra inveterado e um playboy desde o colegial. Ion Mihai Pacepa alegou que ele escandalizou Bucareste com seus estupros (enquanto estuprava suas vítimas, os maridos eram espancados por guardas de sua segurança) e acidentes de carro (Nicu causou acidentes de trânsito com vítimas fatais desde os 13 anos de idade). Latif Yahia afirmou que Nicu foi um grande amigo de Uday Hussein, filho do presidente iraquiano Saddam Hussein, e os dois iriam visitar um ao outro na Suíça e em Mônaco. Ceauşescu ouviu falar sobre o problema do filho com a bebida, mas a sua solução foi aquela dada a todos os problemas romenos: ele aconselhou-o a trabalhar mais. Também era conhecido por perder grandes somas de dinheiro no jogo ao redor do mundo.
O documentário Videograms of a Revolution mostra-lhe exibido como um prisioneiro na televisão estatal em 22 de dezembro de 1989, depois de ser preso por acusações de manter crianças como reféns e outros crimes. Ele também foi preso em 1990 por desvio de verbas do governo sob o regime de seu pai, e foi condenado a 20 anos de prisão. Libertado em novembro de 1992 devido à cirrose, ele morreu da doença, quatro anos depois, aos 45 anos, em um hospital de Viena. Está sepultado no Cemitério Ghencea.